# NGC 2782
NGC 2782 é uma galáxia espiral barrada (SBa) localizada na direcção da constelação de Lynx. Possui uma declinação de +40° 06' 49" e uma ascensão recta de 9 horas, 14 minutos e 05,0 segundos.
A galáxia NGC 2782 foi descoberta em 18 de Março de 1787 por William Herschel.